# Кулисна архитектура
Чрез свързването на аркада и колонада се създават нови системи на членение. С тях римляните избягват принудата на класическия колонен ордер. Те отделят неговите елементи от конструктивната връзка и ги обединяват с носещата аркова конструкция като кулисна и рамкова архитектура. Нарасналите възможности за членение обаче са свързани със загуба на единството между конструкция и форма.